# Pothong-Tor

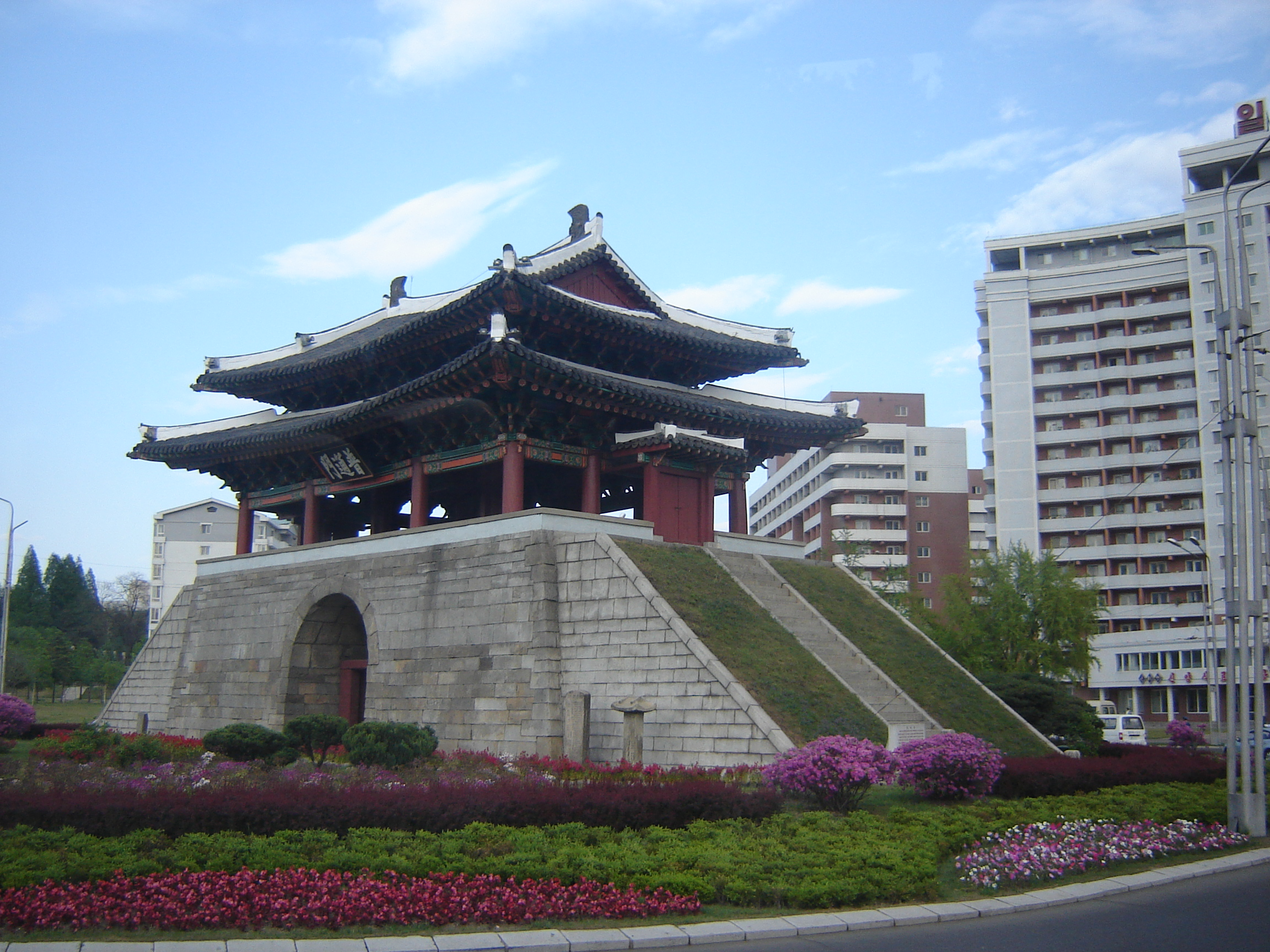
Pothong-Tor

Das Pothong-Tor ist ein Stadttor der mittelalterlichen Festung von Sŏgyong, der heutigen nordkoreanischen Hauptstadt Pjöngjang, und Nordkoreanischer Nationalschatz #3. Es befindet sich auf einer Verkehrsinsel eines Kreisverkehrs am Ende der Chollima-Straße und der Changgwang-Straße im Ortsteil Pothongmun-dong des Stadtbezirks Chung-guyŏk. Seinen Namen trägt es nach dem in unmittelbarer Nähe verlaufenden Fluss Pothong.
Weitere noch erhaltene Teile der ehemaligen Festung sind das Taedong-Tor, das Ulmil-Pavillon und der Ryongwang-Pavillon.

## Geschichte
Das Tor wurde ursprünglich im 6. Jahrhundert während der Zeit des Goguryeo-Reiches als Westtor der Festung errichtet und 1406 erneut aufgebaut. In den Jahren 1473, 1644, 1719 und 1777 sollen Reparaturen an dem Tor durchgeführt worden sein. Im Koreakrieg wurde es bei amerikanischen Bombenangriffen zerstört, jedoch im Jahr 1955, im Zuge des Ausbaus der Chollima-Straße, rekonstruiert. Zu Gunsten des geplanten Straßenverlaufs wurde es dafür 55 Meter südwestlich seines vorherigen Standorts platziert. Frühere Bezeichnungen des Bauwerks waren Kwangdok-Tor und Uyanggwan.
In der Zeit der Joseon-Dynastie besaß das Tor besondere Bedeutung als Verteidigungsanlage und Ausfahrtstor Richtung Nordwesten.

## Architektur
Das Bauwerk besteht aus einem zweigeschossigen Pavillon auf einem Granitsockel. Der Sockel besitzt an den Seiten je eine Zugangstreppe zum Pavillon und in der Mitte einen 4,55 Meter hohen und 4,40 Meter breiten bogenförmigen Tordurchgang. 
Das Pavillon ist 14,80 Meter lang und 9,65 Meter breit, mit Planken versehen und besitzt ein für den koreanischen Baustil typisch geschwungenes Walmdach. Sein Eingang ist mit einem eisenbeschlagenen Holztor versehen.